# 1. Klasse Erfurt-Thüringen 1941/42
De 1. Klasse Erfurt-Thüringen 1941/42 was het negende voetbalkampioenschap van de 1. Klasse Erfurt-Thüringen, het tweede niveau onder de Gauliga Mitte en een van de drie reeksen die de tweede klasse vormden.
SC Apolda, dat vorig jaar uit de Gauliga degradeerde trok zijn elftal na twee speeldagen terug. Er werd beslist dat enkel de winnaar van de Westgroep, die sterker geacht werd kon deelnemen aan de promotie-eindronde. SpVgg Erfurt kon via die eindronde ook de promotie afdwingen.
VfL 07 Neustadt en TSV Wildenheid die voorheen in de competitie van de Gauliga Bayern speelden voor het twee jaar op rij in deze competitie, maar VfL Neustadt werd na dit seizoen opnieuw overgeheveld naar de Beierse competitie. 

## Eindstand

### Groep West
| Plaats | Club                 | Wed. | Saldo | Ptn.  |
| ------ | -------------------- | ---- | ----- | ----- |
| 1.     | SpVgg 02 Erfurt      | 12   | 52:16 | 20:4  |
| 2.     | LSV Nohra/Weimar     | 12   | 53:18 | 16:8  |
| 3.     | SpVgg Suhl-Heinrichs | 12   | 38:37 | 14:10 |
| 4.     | SV 1899 Mühlhausen   | 12   | 22:40 | 11:13 |
| 5.     | 1. Suhler SV 06      | 12   | 25:30 | 10:14 |
| 6.     | VfL 06 Saalfeld      | 12   | 19:35 | 10:14 |
| 7.     | VfB 04 Erfurt        | 12   | 24:57 | 03:21 |

|  | Deelname promotie-eindronde                                 |
|  | Speelt volgend jaar in 1. Klasse Nordbayern                 |
|  | Trok zich na dit seizoen vrijwillig uit de competitie terug |
|  | Degradatie                                                  |

### Groep Zuid
| Plaats | Club                   | Wed. | Saldo | Ptn.  |
| ------ | ---------------------- | ---- | ----- | ----- |
| 1.     | SC 06 Oberlind         | 12   | 53:18 | 20:4  |
| 2.     | 1. FC Sonneberg 04     | 12   | 53:25 | 19:5  |
| 3.     | TSV Wildenheid         | 10   | 31:26 | 11:9  |
| 4.     | SV 08 Steinach         | 9    | 20:33 | 06:12 |
| 5.     | 1. FC 07 Lauscha       | 6    | 11:24 | 5:7   |
| 6.     | SV Heinersdorf         | 9    | 18:45 | 04:14 |
| 7.     | VfL 07 Neustadt/Coburg | 9    | 13:30 | 02:16 |

## 2. Klasse
Er vond geen promotie-eindronde plaats. Hieronder de kampioenen van de 2. Klasse, vetgedrukt de clubs die promoveerden. 
- [1] – 2.Klasse Wartburg: LSV Gotha    //      [trok zich voor de seizoenstart terug ]
- [2] – 2.Klasse Henneberg: SV Union 06 Zella-Mehlis
- [3] – 2.Klasse Erfurt:  LSV Erfurt [Staffel Erfurt]   /   SV 1909 Arnstadt [Staffel Arnstadt]
- [4] – 2.Klasse Südthüringen: LSV Sonneberg   //      [nam niet deel volgend seizoen]
- [5] – 2.Klasse Weimar: LSV Rudolstadt [Staffel Süd]   /   TuS Schott Jena [Staffel Nord]
- [6] – 2.Klasse Osterland:    ?

- [//] – 2.Klasse Kyffhäuser: MSV Sondershausen [De Kyffhäusers competitie werd na seizoen overgeheveld van de 1. Klasse Halle-Merseburg naar de competitie van Thüringen-Erfurt, echter trok Sonderhausen zich terug voor de seizoensstart]
- [//] – 1.Klasse Kyffhäuser: LSV Nordhausen [Speelde vorig jaar in de 1.Klasse Halle-Merseburg ]